# 以色列博物館
以色列博物館（希伯來語：‎, Muze'on Yisrael, Yerushalayim）成立于1965年，是以色列的國家博物館。該館位於耶路撒冷吉瓦特拉姆区的山丘上，与以色列国会大厦、以色列最高法院、希伯來大學和圣经之地博物馆为邻。
為了興建這座世界级的美術館與考古博物館，耶路撒冷市長泰迪·寇勒在幕後付出了不少心力。這間博物館有大量來自非洲、南北美洲、大洋洲與遠東的聖經考古學、猶太文物、民族誌、美術方面的工藝品、稀少的手抄本還有古代玻璃製品與雕塑等館藏。而在博物館的地面上有個名為聖書之龕的獨特造型建築物，收藏著在馬薩達發現的死海古卷與工藝品。該館的館藏有500,000物品，其中約7,000物品與作品可在網路上（页面存档备份，存于）觀看。
該博物館的主管詹姆斯·施奈德是前美國紐約現代藝術博物館的副主管，於1997年就任。在他的監督之下，該館耗資一億美元來改善館舍並使藝廊空間增倍。而修繕過的博物館則於2010年7月26日開幕。
該館佔地將近5萬平方公尺，每年吸引90多萬名遊客，其中有10多萬名市參訪該館青年館的兒童。該館內部的聖經與考古學館藏了各種考古發現，有世界上最多的以色列工藝品收藏。

## 圣地考古馆
考古馆，全称“撒母耳．布隆弗曼聖經與考古學館”收藏了大量的以色列考古发现，按照时间顺序展示，是世界上馆藏圣经考古文物最多的博物馆。考古馆按照时间顺序依次分为七个展厅，展示从史前到奥斯曼时期的整个圣地历史。考古馆还有另外几个展厅，分别展示希伯来语发展、玻璃工艺、货币发展等。对以色列历史有重大影响的文明文物，如古埃及文明、希腊-罗马文明、伊斯兰文明的文物也在考古馆有展示。
考古馆的知名文物有：
- 但丘石碑（公元前九世纪，于上世纪90年代发现于以色列最北部的考古城址———但，上面提及“大卫的家”，证实了大卫王在历史上存在，轰动学术界。）
- 彼拉多石碑（发现于凯撒利亚，提及钉死耶稣的罗马总督彼拉多。）
- Mosaic of Rehob

## 聖書之龕

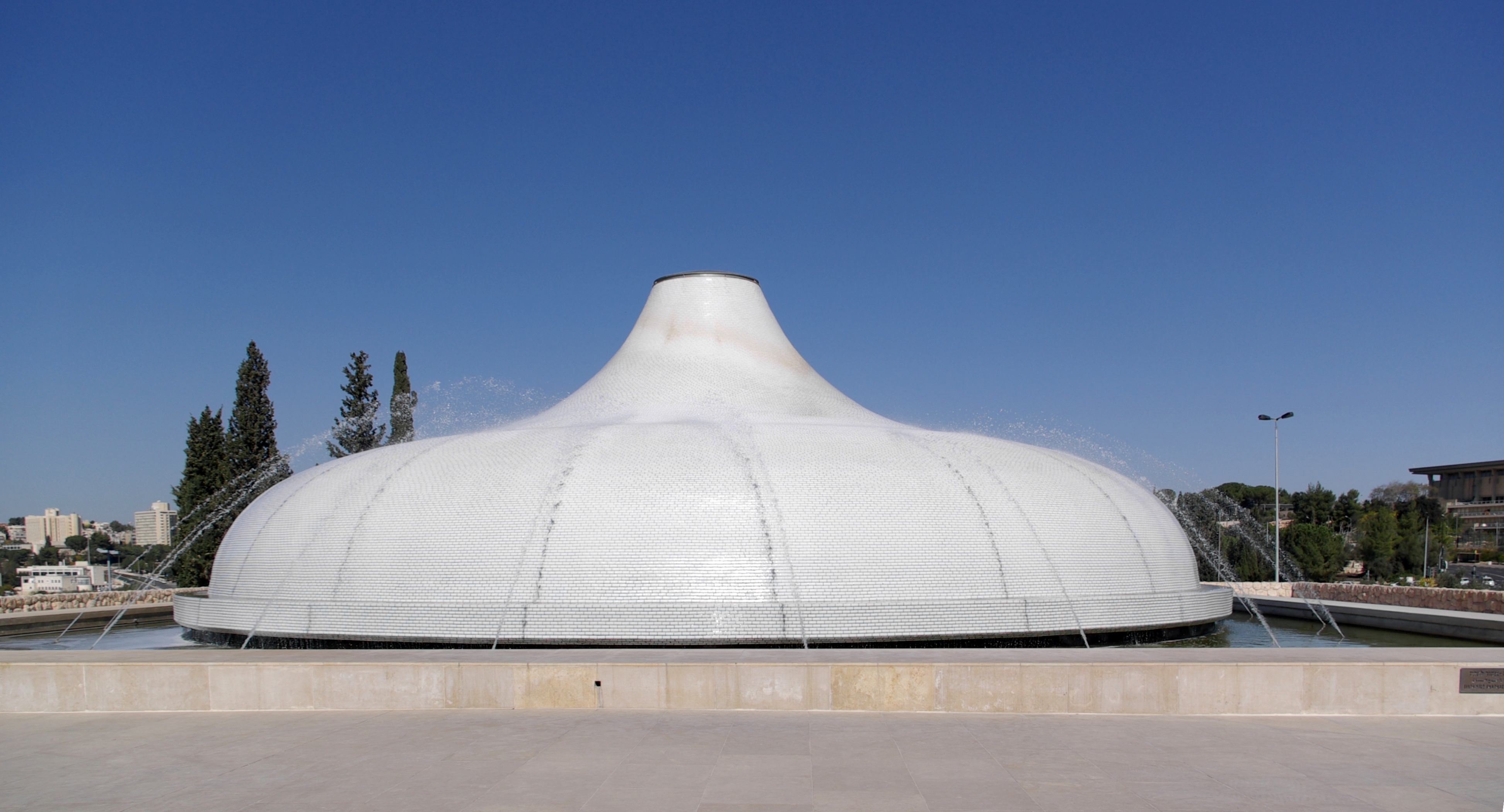
聖書之龕

聖書之龕收藏了在1947至1956年間於死海北岸的昆兰，乾谷裡頭與周圍的11個洞穴中發現的死海古卷。經過7年的精心策畫，該建築由匈牙利裔流亡人士暨慈善家大衛·塞繆爾·戈特斯曼的家族提供資金而於1965年建成，而大衛·塞繆爾·戈特斯曼即是買下死海古卷送給以色列的人。
聖書之龕是有一個白色圓頂覆蓋著，而且三分之二都在地下的建築。白色圓頂在其周圍的水池中反射著光，而在白色圓頂的對面則有一座黑色玄武岩牆。這個建築物的形狀與顏色是基於光明之子對抗黑暗之子的戰爭的卷軸之意象所設計，而白色圓頂象徵了光明之子，黑色石牆則象徵黑暗之子。至於聖書之龕的內部則設計用以表現這些卷軸被發現時的環境。這裡也有以在寫下這些古卷的昆蘭之生活情形為主題的永久性展示。而整個聖書之龕的結構被設計成像這些卷軸被發現時用來裝它們的壺。該建築由奧地利建築師弗雷德里克．基斯勒（Fredrick Kiesler）美國建築師阿芒德．巴托斯（Armand Bartos）設計並在1965年開幕。
由於這些卷軸的易碎性，使得要將卷軸全部在一個連續平面上展示是不可能的，於是便使用了一個循環系統。在一個卷軸被展示了3到6個月後，就會被從展示櫃移到一個特別的儲存空間暫時存放，並在那裡「休養」。該館也有其他珍貴的古代手抄本，並展示了10世紀時的《阿勒颇抄本》，該抄本被認為是最古老的完整希伯來文聖經。

## 耶路撒冷城市模型

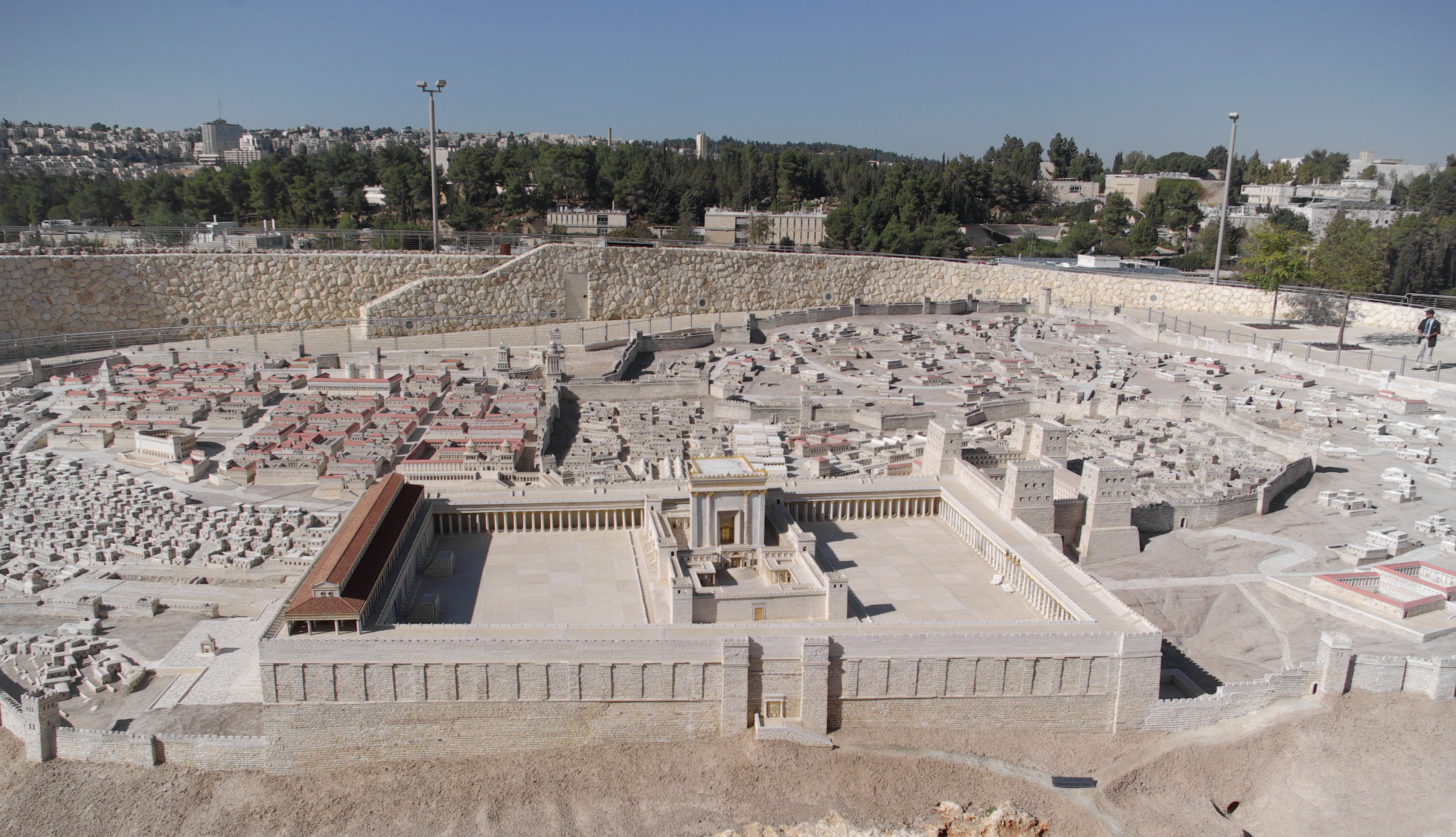
以色列博物館的第二聖殿模型

耶路撒冷第二聖殿時期模型是一個該館近來才新增的展品，該模型重建了耶路撒冷在66年爆發對抗羅馬人的大起義之前的地形與建築特色，而這場起義最後使得耶路撒冷與聖殿遭到了毀滅。這個包括了大希律王聖殿的複製品模型所在地最初是建在耶路撒冷的聖地酒店大堂，2006年移到博物館後成為該館佔地20英畝（81,000平方）園區裡的一個永久性特色景點，就在聖書之龕附近。

## 美术展厅
以色列博物館擁有大量的畫作收藏，其範圍涵蓋各種時代、型式、主題以及原創領域。這些收藏品的畫家包括有國際級大師如林布蘭與卡米耶·畢沙羅，以及以色列與猶太藝術家如阿貝爾·潘恩與馬克·夏卡爾。

## 犹太艺术和生活展厅
該館有來自世界各地與各時期的猶太儀式藝術品的重要收藏。

## 雕塑花園

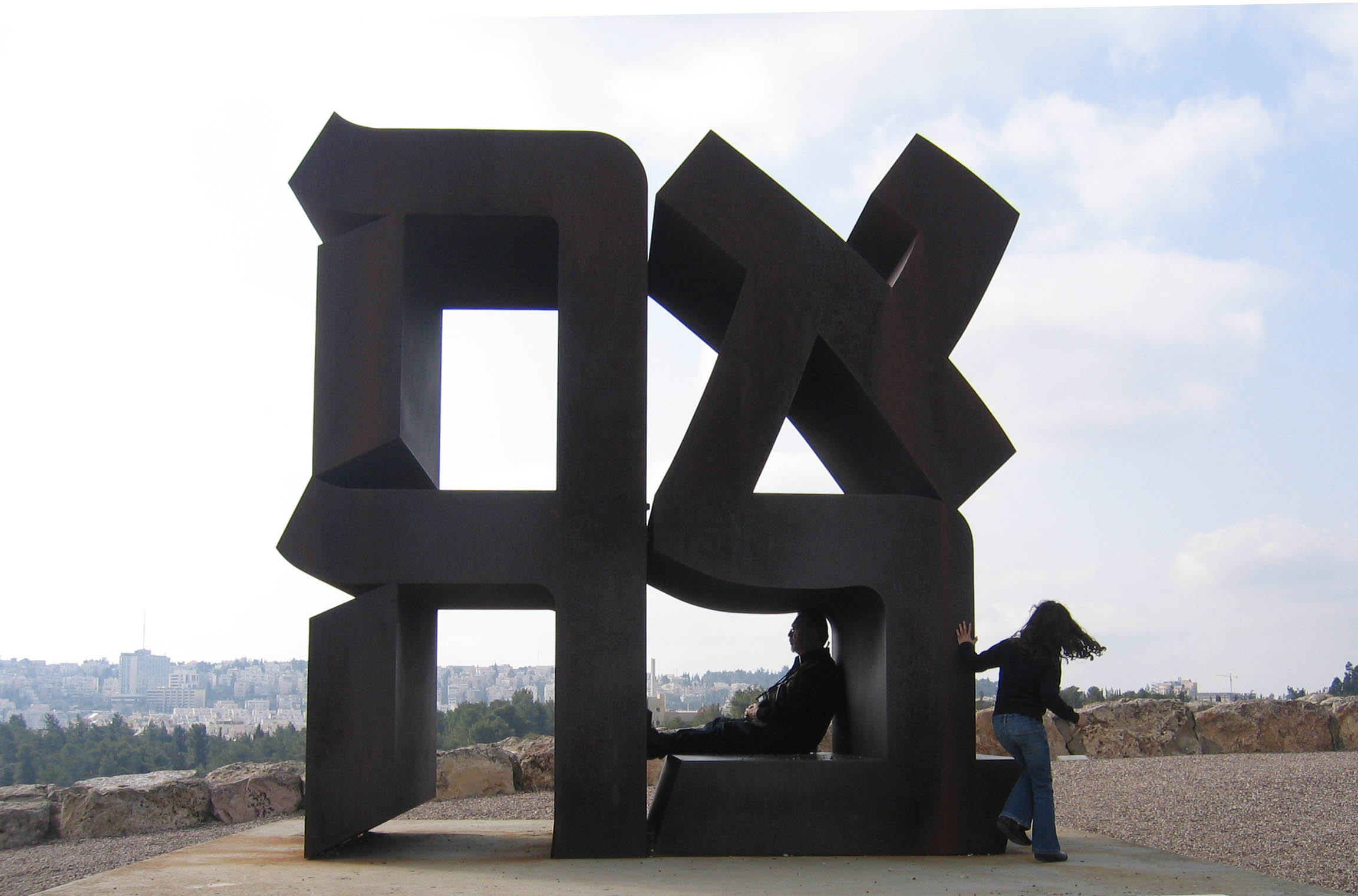
羅伯特·印第安納的「Love」雕塑

比利羅斯藝術花園佔地20德南（dunam，1公制德南等於1000平方公尺），以現代與抽象風格的雕塑為特色。

## 青年館
該館的青年館（Youth Wing）於1966l年公開，結合了以色列與國際藝術家們年度原創作品以及教育活動。這裡也有各種為小孩與成人舉辦的研討會
。

## 洛克菲勒考古博物馆

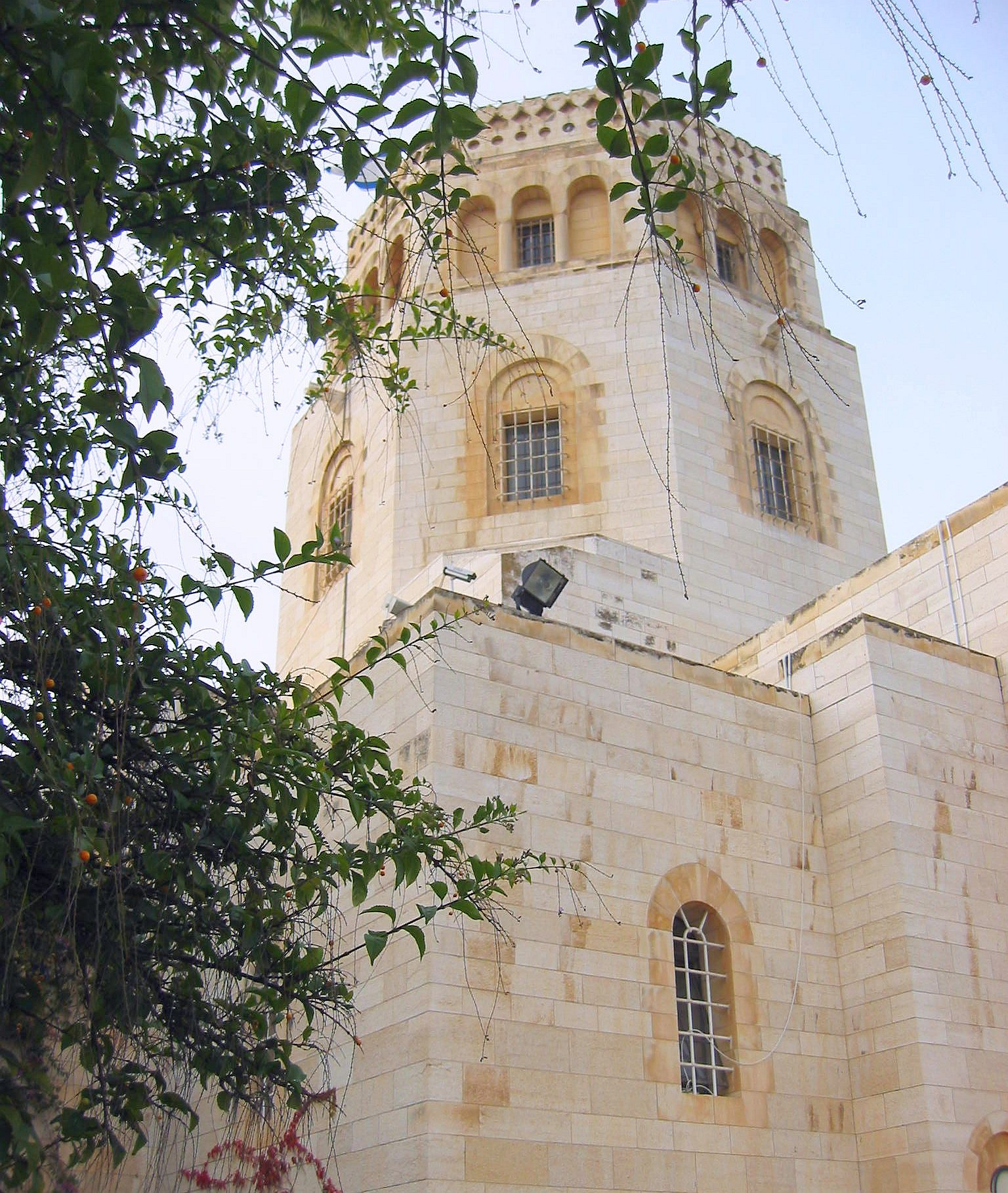
洛克菲勒博物馆塔楼

洛克菲勒考古博物馆是以色列博物馆的分馆，紧邻老城东北角，地处东耶路撒冷。洛克菲勒博物馆由美国洛克菲勒家族捐建，收藏有许多以色列建国前考古发掘出的重要文物，特别是约旦河西岸考古遗址文物。以色列文物局目前也在博物馆内。博物馆虽然展品丰富，位于老城旁，并且免费开放，但游客不多。这一博物馆展品按年代排列，专业收藏圣经考古文物，非常适合对以色列古代历史考古感兴趣的观众。博物馆的重要文物包括圣墓教堂12世纪的门楣、耶利哥冬宫的穆斯林浮雕等。

## 外部連結
- Israel Museum website* Israel Museum website （希伯来文）
  - （页面存档备份，存于） （阿拉伯文）

31°46′20.56″N 35°12′16.29″E / 31.7723778°N 35.2045250°E